# Mū tōrere
Le Mū tōrere est un jeu traditionnel des Maoris de la côte est de l'Île du Nord.
C'est un jeu opposant deux joueurs, représentés par des pions noirs et blancs se déplaçant sur un plateau, nommé papa takaro, en forme d'étoile à 8 branches.

## Règles du jeu
Le but est de bloquer les pions de son adversaire.
Chaque joueur déplace alternativement l'un de ses pions vers une intersection vide adjacente.
Il n'est possible de déplacer au point central, appelé putahi, qu'un pion qui est adjacent à un pion de l'adversaire.
Le vainqueur est celui qui prive son adversaire de coups légaux.

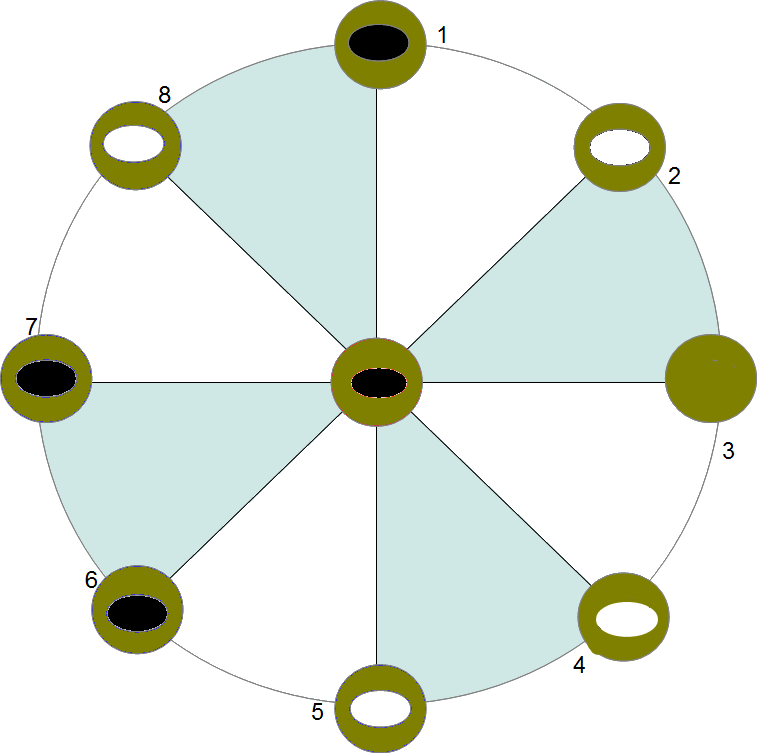
Si Blanc joue de 2 à 3, alors Noir joue de 1 à 2 et Blanc est forcé de jouer de 8 à 1. Noir remporte alors la victoire en déplaçant le pion 7 en 8.